# Флуроксипир
Флуроксипир — гербицид из группы ароматических гетероциклов. Состоит из пиридинового кольца.

## Получение
Флуроксипир можно получить в результате реакции 4-амино-3,5-трихлор-6-фторпиридина с гидроксидом натрия, хлорбутилацетатом и хлористым водородом

## Характеристики
Представляет собой белое твёрдое вещество, растворимость которого в воде невелика. Устойчив по отношению к гидролизу.

## Использование
Флуроксипир -это системный селективный гербицид из класса регуляторов роста растений, который обычно используют после появления всходов.

## Утверждение
В Европейском Союзе флуроксипир был включён в качестве гербицида в список разрешенных ингредиентов средств защиты растений ингредиенты 2000. После временного продления флуроксипир был повторно утверждён к использованию в 2011 году.
В ряде государств ЕС, в частности в Германии, Австрии и Швейцарии разрешено использование средств защиты растений, содержащих это вещество.